# Ptecticus palpalis
Ptecticus palpalis är en tvåvingeart som beskrevs av Leal 1977. Ptecticus palpalis ingår i släktet Ptecticus och familjen vapenflugor. Inga underarter finns listade i Catalogue of Life.